# 白鳥貯木場

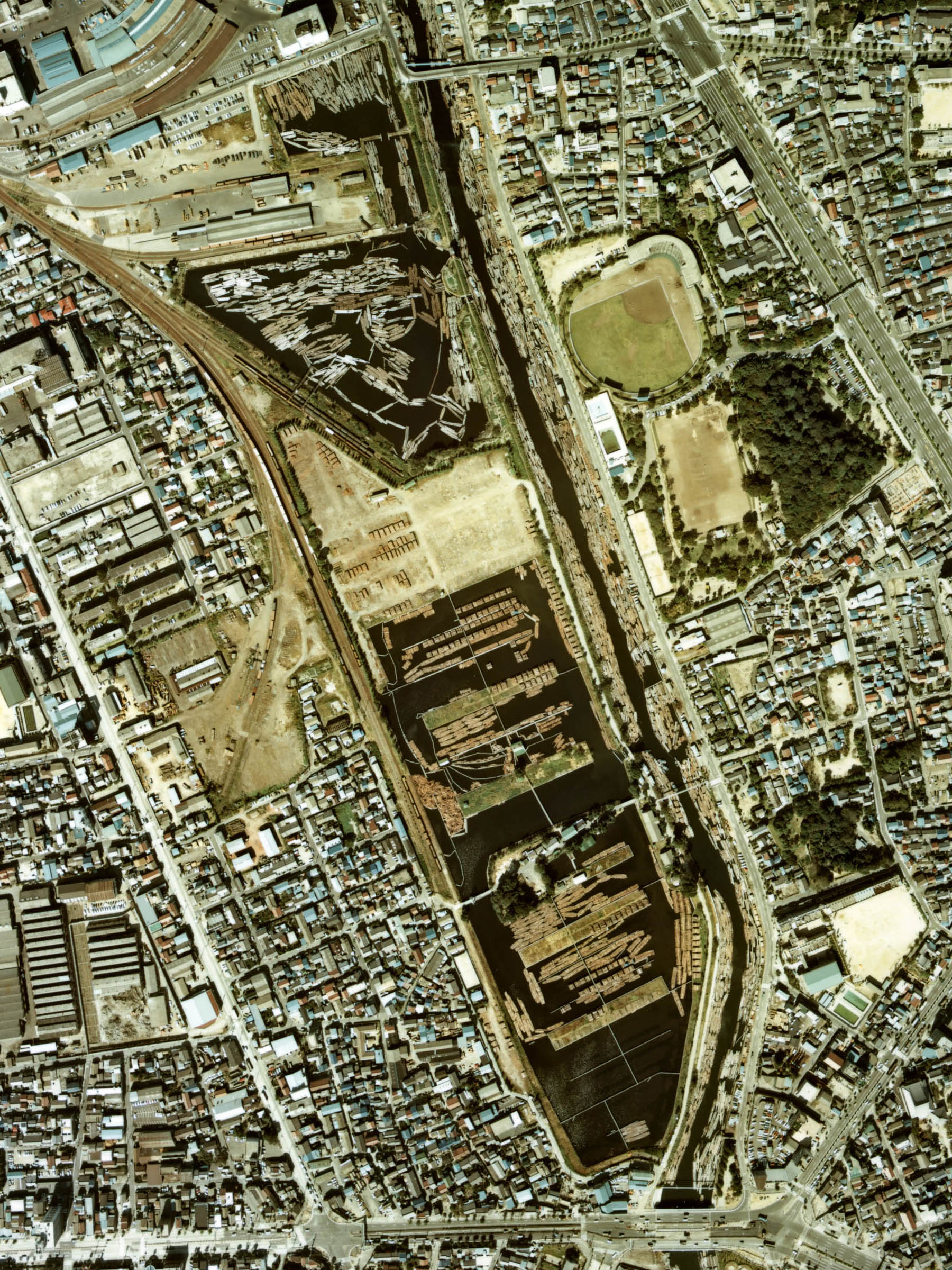
1977年（昭和52年）の白鳥貯木場

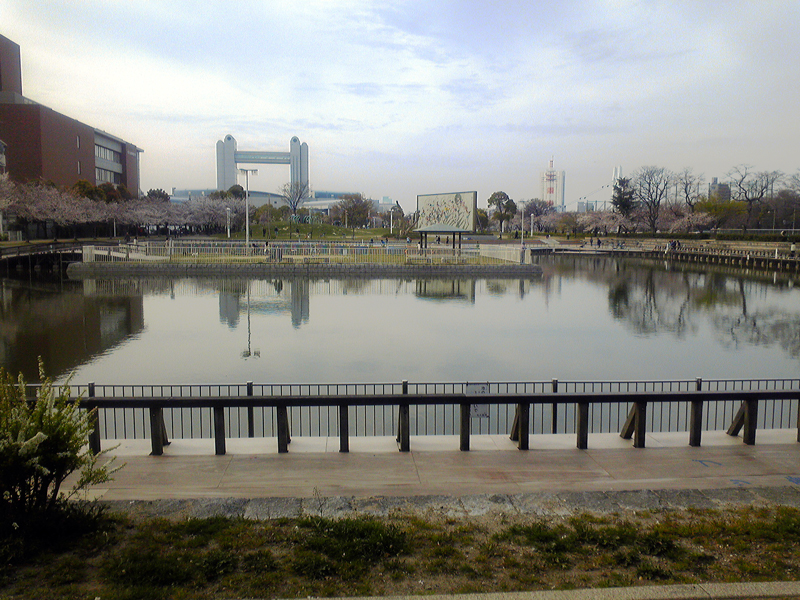
白鳥公園内に遺されている太夫堀の一部。左奥は名古屋国際会議場と名古屋学院大学名古屋キャンパス。

白鳥貯木場（しろとり ちょぼくじょう）は、日本の中部地方の、愛知県名古屋市熱田区の堀川沿い（明治中期における愛知郡熱田町内〈熱田白鳥町など〉、江戸時代における尾張国愛知郡熱田町内、幕藩体制下における尾州名古屋藩知行熱田町内）に存在した水中貯木場である。かつての名古屋の木材流通の中心地であり、江戸時代初期に開場されて以来近代までの日本における、3つの代表的木材市場の一つとして、400年近くの長きに亘って運営された。他の2市場は、京都を中核とした畿内の市場として中世に成立した大坂（のちの大阪）と、名古屋と同じく江戸時代初期に開場した江戸（のちの東京）の木場である。
現在は、国鉄の貨物駅跡地を含め、公団などの公営住宅、都市公園（白鳥公園）、名古屋国際会議場（センチュリーホール）、名古屋学院大学しろとりキャンパスなどの公共施設、マンションなどとなっており、貯木場としては現存していないが、林野行政の拠点としては農林水産省林野庁中部森林管理局名古屋事務所が継続設置されている。
なお、白鳥公園内には木材産業発祥地の記念碑と白鳥御材木役所跡記念碑が設置されているほか、林野庁中部森林管理局が開設した熱田白鳥の歴史館が設置されている。

## 歴史

### 江戸時代
白鳥貯木場は、江戸時代初頭の慶長10年（1610年）に名古屋城築城のため設けられた材木置場が起源とされている。福島正則が堀川沿いの白鳥地内に大池を掘らせ、これを太夫堀と呼んだと伝えられており、これが初の木材置場となったと考えられている。なお、太夫堀の一部は現在も白鳥公園内に遺されている。
元和元年（1615年）に木曽が尾張藩領となると白鳥材木奉行所が設けられた。木曽の山で伐採された材木は筏に編成され木曽川を下って海に出た後、堀川を上って白鳥貯木場へ集められた。ここで山筏を解体して再検知し、貯材の管理とともに、随時藩幕御用及び商材処分の業務が行われた。貯木場は慶安4年（1651年）以来繰り返し拡張工事が行われ、幕末には2万3千9百坪にまでなった。

### 明治時代以降
明治5年（1872年）になると、愛知県は貯木場を民間に払い下げたが、その後1876年（明治9年）に木曽山官行伐採の開始に伴い内務省地理局に買い戻され、藩政時代には特定の材木商人に払い下げてきた木曽材はここで入札により一般の材木商人に払い下げられるようになった。
白鳥貯木場の扱う木材は藩政時代より木曽・飛騨のものを中心としていたが、明治後期になると名古屋経済の発展や木材産業の隆盛による需要増加等により他地域の木材が入るようになる。貯木場もさらに拡張され、1921年（大正10年）には総面積5万7千坪余となる。周辺地域に民間の貯木場も数多く建設された。また、材木の輸送方法も変化した。1911年（明治44年）の中央西線及び名古屋港線の開通以降、木曽・飛騨からの御料材の輸送方法は筏輸送から陸送へ移行し、木曽川は1922年（大正11年）、飛騨川は1933年（昭和8年）が最後となった。

### 伊勢湾台風以降
1959年（昭和34年）、伊勢湾台風が中部地方を襲った。名古屋市内の民間の貯木場や堀川などに係留されていた木材は高潮に流されて周辺の市街地へ流出、巻き込まれた家屋が破壊されるなど大きな被害をもたらした。この反省と名古屋港各地に点在していた貯木施設などを集約するために、1968年（昭和43年）、名古屋市外に西部木材港が作られ、白鳥貯木場周辺に集積していた木材業者の多くは拠点を西部木材港周辺へと移した。
その後、国内の天然林資源の減少や輸入材の台頭になどにより白鳥貯木場に集まる木材は減少、1979年（昭和54年）から順次、貯木場の用地の大部分は名古屋市へ売却、埋立てられて、一部は白鳥公園として整備が開始された。貯木場内には1986年（昭和61年）以降「暮らしの木材展示館」、「木の住まい白鳥ハウジングセンター」が作られ、貯木場の役割も広報機能に重点が移っていった。
1989年（平成元年）には貯木場の跡地を利用して世界デザイン博覧会の白鳥会場が設けられ、貯木場の広報施設も博覧会に合わせて「ウッディランド・名古屋」を愛称し博覧会に協賛参加した。
白鳥会場跡地はその後公共施設、都市公園などに転用された。1996年（平成8年）、貯木場の市場が廃止され、2002年（平成14年）、「ウッディランド・名古屋」が閉館した。
2004年（平成16年）には、林野庁の事務局「中部森林管理局名古屋事務所」として継続設置され、ウッディランド・名古屋の「暮らしの木材展示館」で行われていた児童向けの木工教室は「森林ふれあい講座」に変わり、2012年（平成24年）度まで継続実施された。
現在の「林野庁中部森林管理局名古屋事務所」は、東海地区を中心とした国産材の新規需要開拓と安定供給体制の構築や国産材利用促進に向けた情報発信を行っており、林業の歴史と木材利用に関する展示館「熱田白鳥の歴史館」が事務所に併設設置され、大都市の中にありながら、木の温もりや森林のはたらき・役割の素晴らしさに接することが出来る貴重な学習の場として、木育活動をはじめ高年者の生涯学習まで幅広い都市住民に活用されている。

### 現状
現在、白鳥貯木場の跡地には農林水産庁林野庁中部森林管理局名古屋事務所及び「熱田白鳥の歴史館」、公団住宅、公営住宅、名古屋国際会議場、白鳥公園、白鳥庭園、名古屋学院大学しろとりキャンパス、ヴィー・クオレタワー白鳥庭園（マンション）などが立地している。

### 年表
- 慶長15年（1610年）頃 - 福島正則らが堀川開削前に資材置き場を設置、白鳥貯木場の起源となる。
- 元和元年（1615年） - 木曽が御料（幕府直轄領）から尾張藩領に変わる。尾張藩が白鳥材木役所（御材木奉行所）を設置する。
- 明治2年（1869年 / 1870年） - 尾張藩営木曽山伐出事業が打ち切りとなる。
- 明治5年（1872年） - 貯木場が7代目鈴木惣兵衛（のちの鈴木才造）に2500円で払い下げられる。
- 1876年（明治9年） - 貯木場が内務省地理局に買い戻される。
- 1877年（明治10年） - 国が白鳥貯木所を設置する。
- 1916年（大正5年）12月8日 - 木材専用駅として名古屋港線に白鳥駅が開業。
- 1917年（大正6年）某月某日 - 名古屋港線の引込線が完成。
- 1959年（昭和34年）9月26日 - 伊勢湾台風による高潮で名古屋港周辺の貯木場に係留されていた木材が流出し、周辺に被害が出る。
- 1968年（昭和43年）12月2日 - 西部木材港の開設。
- 1979年（昭和54年）
  - 3月1日 - 熱田営林署の廃止。木材販売は熱田木材販売所へ移管される。
  - 6月5日 - 貯木場の一部が名古屋市へ売却される。
- 1981年（昭和56年）8月 - 貯木場跡地を白鳥公園とする都市計画が決定される[6]。
- 1982年（昭和57年）11月15日 - 国鉄白鳥駅の廃止。跡地は1983年（昭和58年）〜1985年（昭和60年）度に名古屋市土地開発公社が先行取得する[7]。
- 1986年（昭和61年）5月2日 - 名古屋営林支局需要開発センターにより、貯木場内に「暮らしの木材展示館」がグランドオープン[3]。
- 1987年（昭和62年）5月 - 特定住宅市街地総促進合整備事業地区採択（同11月整備計画大臣承認）[6]。
- 1989年（平成元年）7月15日 - これまでに名古屋市が取得した敷地と林野庁の敷地を生かして世界デザイン博覧会を開催。これに伴い、需要開発センターが貯木場内に設置した、木の住まい白鳥ハウジングセンター、暮らしの木材展示館の施設群を、「ウッディランド・名古屋」と愛称し、博覧会に協賛参加する。
- 1996年（平成8年）3月 - 木材販売の終了。白鳥貯木場は事実上の廃止となる[4]。敷地は名古屋市土地開発公社へ譲渡[8]。
- 2002年（平成14年）
  - 8月 - ウッディランド・名古屋の木の住まい白鳥ハウジングセンターが閉鎖[9]。
  - 11月 - ウッディランド・名古屋の「暮らしの木材展示館」および、木材販売所跡地木材保管場所の閉館・閉鎖。
- 2005年（平成17年）- 木材保管場所跡地などを名古屋学院大学の名古屋キャンパス（白鳥学舎）の敷地とするために、名古屋市土地開発公社より、名古屋市が取得[8]。名古屋市住宅供給公社が再開発した。
- 2006年（平成18年） - 住宅展示場など林野庁施設の跡地の一部[10]に宝交通により免震構造の高層マンション、ヴィー・クオレタワー白鳥庭園が開設される。
- 2007年（平成19年）3月 - 木材販売所およびその保管場所、住宅展示場の跡地の一部に名古屋学院大学名古屋キャンパスの名古屋キャンパス白鳥学舎が開設。
- 2015年（平成27年） - 熱田白鳥の歴史館が開館するとともに、尾張藩が白鳥御材木奉行所を設置した1615年から400年を迎える。